# Ландшафтный парк «Митино»
Ландшафтный парк «Митино» — парк в Москве на территории района Митино, граничит с Рижским направлением Московской железной дороги (МЦД-2), Новотушинским проездом, улицами Митинская, Барышиха и Пенягинская и улицей Рословка. Своё название парк получил из-за перепадов высот, которые достигают 30 метров.
На территории устроены прогулочные дорожки, скамейки для отдыха, газоны и высажены деревья и различные кустарники. Имеется искусственная подсветка. Ландшафтный парк «Митино» является обособленным подразделением (филиалом) Государственного автономного учреждения культуры города Москвы парк культуры и отдыха «Бабушкинский», расположенного в Лосиноостровском районе столицы.

## История
Территория парка до 30-х годов XX века была покрыта лесом. В 1933 году на части территории был построен дачный посёлок Московского треста хлебопечения. После начала массового жилищного строительства в районе Митино в 90-х годах XX века местность была исследована археологами и ей присвоили статус памятника истории и культуры, не подлежащего застройке. В 2003 году по проекту института Моспроект-3 в каньоне речки Барышихи разбили ландшафтный парк.
В 2000 году правительство Москвы выделило фонду «Международная спортивная академия Владислава Третьяка» часть территории парка для строительства спортивно-оздоровительного комплекса. В 2002 году мэр Москвы Юрий Лужков заложил первый камень в фундамент будущего комплекса площадью 50 тыс. м² с ледовым дворцом на 1,5 тыс. мест. Начать строительство не удалось, из-за того, что представленная земля находилась на территории природного комплекса «Ландшафтный парк Митино». В 2006 году мэрия исключила из состава парка территорию, где планировалась стройка. В 2008 году было объявлено, что проект будет завершен в конце 2011 года. В 2013 году в парке начали проводить «Фримаркет» — бесплатную ярмарку, куда люди приносят ненужные вещи.
В 2014 году компанией ARTEZA была разработана концепция развития Ландшафтного парка Митино «Красный парк». В 2015 году была завершена разработка финансово-экономической модели для парка, которая включает в себя — анализ инвестиционной привлекательности проекта, анализ данных по коммерческим условиям функционирования услуг и прогноз посещаемости объекта.
В 2016 году сообщалось, что в 2017 году парк получит археологическую специализацию, а на его территории появится экскурсионный маршрут и лаборатория с выставочным залом.
Благоустройство парка началось в 2017 году. В конце лета 2018 года мэр Москвы Сергей Собянин официально открыл обновлённый парк.

## Инфраструктура
В ходе реконструкции в парке обновлены дорожки для прогулок, проложена велодорожка. Здесь заменили освещение, установили камеры видеонаблюдения. Обновлённая инфраструктура парка также включает сцену для мероприятий, амфитеатр, смотровую площадку с фотозоной. Около Пенягинского пруда построена деревянная терраса с уличными шезлонгами и кабинками для переодевания.
В ходе реконструкции в парке были выделены зоны для разных групп посетителей.

### Спортивные зоны
В Ландшафтном парке «Митино» построены спортивные площадки. В их числе: зоны воркаут и площадки с уличными тренажерами, теннисный корт, площадки для стритбола, баскетбола, мини-футбола, пляжного волейбола. В зоне отдыха есть скейтпарк площадью 600 квадратных метров. Зимой в парке заливается каток площадью около 4 тысяч квадратных метров, открывается тюбинговая горка.

### Детские площадки
В парке имеются четыре площадки для детей, рассчитанные на разные возрасты. Оборудование и аттракционы для детей включают горки, качели, тарзанку.

### Павильоны
В парке построены павильоны проката инвентаря, кафе, выставочный павильон, пляжный павильон и другие объекты. В ходе реконструкции капитально отремонтированы три археологических павильона парка: выставочный зал «Лаборатория археологии», выставочный павильон № 1 и павильон у летней сцены. Около станции метро «Волоколамская» находится культурно-досуговый и историко-археологический комплекс.

## Водоёмы
Большой Пенягинский пруд имеет площадь 6 га. Сложная форма обусловлена поворотами реки Барышихи и несколькими притоками. Берега и дно, в основном, песчаные. Песок преимущественно привозной. По берегам расположены пляжи — травяные и песчаные. Пруд используется для прогулок, купания и любительской рыбалки. По словам рыбаков попадаются следующие виды рыб: ротан, окунь, карась, карп и щука. Также организована лодочная станция.

## Религия
В парке построен храм-часовня Святых равноапостольных Константина и Елены в честь Почаевской иконы Божьей Материи. Также построена рыбацкая деревня.

## Памятники археологии
На территории парка находится 11 памятников археологии. Наиболее значимый из них — Спас-Тушинский курганный могильник — комплекс из трех курганных могильников и пяти селищ, которые относят к XII—XIII веку. В них были найдены богатые наборы украшений конца XI—XIII веков. Исследователи относят эти курганы к кругу вятичских из-за характерных элементов.
На приведенной археологической карте Митинского ландшафтного парка обозначены:

 11. 2-е Спас-Тушинское селище (XII—XVI вв.);
 12. 1-й и 2-й Спас-Тушинский курганные могильники (XII—XIII вв.);
 13. 2-е Спас-Тушинское городище (VII в. до н. э. — VI в. н. э.);
 14. Селище при 2-м Спас-Тушинском городище (I тыс. до н. э. — I тыс. н. э.);
 15. 3- Спас-Тушинское селище (XII—XIII вв.);
 16. 3-й Спас-Тушинский курганный могильник (XII—XIII вв.);
 17. 4-е Спас-Тушинское селище (XII—XIII вв.);
 18. 3-е Митинское селище (XIII—XIV вв.);
 20. 2-е Митинское селище (XVI—XVII вв.);
 21. 1-е Митинское селище (XII—XIII, XVI вв.);
 29. Волоколамский тракт у д. Пенягино (XIV—XIX вв.).

## Мероприятия и развлечения в парке
Афиша мероприятий в парке включает занятия в рамках программы «Московское долголетие», выставки, мастер-классы, концерты. Работает веревочный парк ,есть буккроссинг. Для детей проходят занятия в «Школе юного археолога», которая открылась при содействии Института археологии РАН.
В парке проводятся спортивные занятия, любительские забеги с фиксацией времени, занятия по скандинавской ходьбе.